# Figuren aus StarCraft
Alle wichtigen Figuren der StarCraft-Reihe werden unten aufgelistet. Grundlage für die Figuren bilden die von Blizzard Entertainment entwickelten Echtzeit-Strategiespiele StarCraft, StarCraft: Brood War, StarCraft II: Wings of Liberty und Starcraft II: Heart of the Swarm. Es existieren auch Romane, Comics, Artbooks und andere Arbeiten über die Starcraft-Reihe. Chris Metzen, Vice President of Creative Development bei Blizzard Entertainment, ist verantwortlich für die Entstehung dieser Figuren. Er kreierte außerdem die gesamte Hintergrundgeschichte der StarCraft-Reihe.

## Terraner
Die Terraner, bzw. Menschen, sind Kolonisten der Erde (lat.: Terra) im Koprulu-Sektor im Jahr 2499. Diese Siedler sind untereinander in zahlreiche Gruppen zersplittert, die sich gegenseitig bekämpfen. Die Terraner werden als anpassungsfähigste und nomadischste der drei Rassen angesehen. Sie sind in der Lage, schnell und effizient die Rohstoffe eines Planeten auszubeuten und danach weiterzuziehen. Im Verlauf der Handlung finden sie sich oft zwischen den Fronten des Konflikts von Protoss und Zerg wieder.

### Arcturus Mengsk
Arcturus Mengsk ist ein Terraner vom Planeten Korhal IV, der nach einer Unabhängigkeitserklärung und Rebellion per nuklearem Bombardement von der Konföderation der Menschen verwüstet worden ist. Mengsk leitete fortan die Söhne von Korhal, die den Untergang der Konföderation während der ersten Invasion der Zerg bewirkten. Dies geschah mit Hilfe von Psi-Emittern, die gezielt gegen Truppenverbände der Konföderation eingesetzt wurden und Zerg zu ihnen lockten. Enorm hohe Opferzahlen in der Zivilbevölkerung aber auch die Gefangennahme Sarah Kerrigans durch die Zerg wurden dabei in Kauf genommen. Dies führte zu der Feindschaft mit Jim Raynor. Als Imperator führt Mengsk seit dem Fall der Konföderation die terranische Liga an.

### Jim Raynor
James Eugene „Jim“ Raynor ist eine Hauptfigur der Reihe und verkörpert den einfachen Soldaten inmitten von politischen Motiven getriebener Personen. Er basiert auf einem gleichnamigen Charakter aus dem Film Rush. Raynor wurde anhand dieser Vorlage durch Chris Metzen und James Phinney weiterentwickelt, wobei Metzen zahlreiche Entwürfe zum Erscheinungsbild der Figur beisteuerte. In den Echtzeitstrategiespielen Starcraft, Brood War und StarCraft II: Wings of Liberty wird die Rolle von Robert Clotworthy gesprochen.
Raynor ist anfangs ein Offizier der Konföderation der Menschen, bevor er sich den Söhnen von Korhal, einer Widerstandsbewegung, anschließt. Aufgrund von Differenzen bezüglich der Kriegsmoral sagt er sich jedoch von Arcturus Mengsk, dem Führer dieser Gruppe, wieder los und stiehlt dessen Flaggschiff Hyperion. Raynor gründet eine eigene Rebellenarmee und bekämpft fortan seinen ehemaligen Verbündeten. Außerdem schließt er sich mit dem Volk der Protoss zusammen um eine Invasion der feindlichen Zerg abzuwehren. Es folgt eine Reihe von Konflikten während der Brood Wars an der Seite der Protoss. Einige Jahre später gelingt es Raynor mit Hilfe potenter Artefakte eine erneute Eroberung durch die Zerg zu verhindern.
Die Romane Liberty's Crusade und Queen of Blades bauen die Figur weiter aus, und beleuchten unter anderem den familiären Hintergrund. Im Allgemeinen wird Raynor von der Fachpresse als glaubwürdiger Protagonist angesehen, mit dem sich der Spieler mühelos identifizieren kann. In einer Umfrage für GameStop wurde die Figur unter die zehn beliebtesten Computerspiel-Helden gewählt, wobei seine Menschlichkeit und sein unbändiger Wille als Gründe dafür genannt werden.

## Protoss
Die Protoss sind ein uraltes Volk humanoider Außerirdischer, welche in zwei Fraktionen gespalten ist. Auf der einen Seite finden sich die konservativen Khalai Protoss, auf der anderen die abtrünnigen Dunklen Templer. Die Protoss werden gewöhnlich als den anderen Rassen körperlich und geistig überlegen dargestellt. Außerdem besitzen sie weit entwickelte psionische Fähigkeiten. Diese Kombination macht sie zur technologisch fortschrittlichsten Rasse in StarCraft. Die Protoss wurden von einer Spezies namens Xel'Naga erschaffen, welche es sich zum Ziel gesetzt haben, die perfekte Spezies zu erschaffen. Ihre Heimatwelt ist Aiur, eine Dschungelwelt, die mit antiken Tempelkomplexen überzogen ist. In Starcraft 2 wurde eine dritte Protoss Fraktion eingeführt, die Tal'darim und fanatische Anhänger des Xel'Nagas Amon sind.

### Tassadar
Als Hoher Templer und Exekutor der Expeditionsflotte der Protoss hatte er sowohl ersten Kontakt zu den Zerg als auch den Terranern. Tassadar war es durch das Konklave befohlen worden das Vorwärtskommen der Zerg zu stoppen, indem die befallenen terranischen Welten verbrannt werden sollten. Nach dem Verbrennen Chau Saras verweigerte er sich diesem Befehl. Nach einem Pakt mit den Dunklen Templern wurde er von der Judikative verhaftet und sollte sich im Prozess verantworten. Mit Hilfe von Fenix, Jim Raynor und Zeratul gelang ihm jedoch die Flucht. Letztendlich war Tassadar maßgeblich an der Invasion gegen den Overmind auf Aiur beteiligt und stürzte sich mit dem Flaggschiff Gantrithor in den Overmind, um ihn zu vernichten.

### Zeratul
Zeratul ist eine zentrale Figur in StarCraft. Obwohl er zunächst von Aiur verbannt worden ist, fühlt er sich stets der Rettung seines Volks verpflichtet. Wie viele andere Charaktere der Serie wurde auch er von Chris Metzen erdacht. Konzeptzeichnungen fertigte Samwise Didier an. Ursprünglich war Jack Ritschel als Stimme Zeratuls in StarCraft vorgesehen. Er verstarb jedoch während der Produktion des Spiels, woraufhin Fred Tatasciore dessen Aufgabe übernahm.
Zeratul ist der geheimnisvolle Praetor der verbannten Dunklen Templer. Der Erhalt seines Heimatplaneten steht für ihn an oberster Stelle. Als dieser von den Zerg bedroht wird, versucht er die Teilung innerhalb der Protoss zu überwinden, was sich aufgrund Jahrhunderte währender Entfremdung als unmöglich erweist. Mit Hilfe Tassadars und einiger Terraner gelingt es ihm den Overmind der Zerg zu zerstören. Während der Brood Wars formt er mit Zerg-Führerin Sarah Kerrigan, der er zutiefst misstraut, ein labiles Bündnis. Tatsächlich wird Zeratul von ihr verraten und flieht ins Exil. Dort wird er von düsteren Visionen heimgesucht, die auf einen weiteren, bedeutenden Konflikt hinweisen.
Der Roman Queen of Blades erzählt vertiefend von der Zeit, in der Zeratul mit den Terranern verbündet ist. Er wird oft als tragischer und aufrichtiger Charakter dargestellt.

## Zerg
Die Zerg sind ein Volk insektoider Larven-Parasiten die sich in andere Spezies „eingraben“, um deren körperliche Eigenschaften zu erhalten, und bedeutender Gegenspieler der Protoss. Alle Zerg-Individuen werden in der Regel von einem zentralen Overmind gesteuert und agieren zusammen wie ein einzelner Organismus. Hauptziel dieses Schwarms ist es genetische Vollkommenheit zu erreichen, indem andere, „wertvolle“ Rassen assimiliert werden, und deren Erbgut dem Zerg-Genpool hinzugefügt wird. Im Gegensatz zu Terranern und Protoss nutzen sie keinerlei Technologie, sondern setzen auf gesteuerte und modifizierte Evolution um spezialisierte Kriegerrassen zu erschaffen. Die Zerg wurden ebenfalls wie die Protoss von den Xel'Naga geschaffen, nachdem diese von den Protoss enttäuscht waren. Ihre Heimatwelt ist Char, ein Lavaplanet. Doch die ursprüngliche Welt ist Zerus, ein Dschungelplanet nahe des Zentrums der Milchstraße. 

### Sarah Kerrigan
Sarah Louise Kerrigan, die selbst ernannte Königin der Klingen, ist eine weitere Hauptfigur der Reihe und übernimmt über weite Teile die Rolle des Antagonisten. Ihre Hintergrundgeschichte wurde von Chris Metzen und James Phinney entwickelt, wobei Metzen außerdem für die grafische Darstellung der Figur verantwortlich ist. Glynnis Talken Campbell lieh Kerrigan in der Vertonung von StarCraft und Brood War ihre Stimme. Im neuesten Teil der Serie StarCraft II: Wings of Liberty übernimmt Tricia Helfer den Part.
Ursprünglich ist Kerrigan eine 26-jährige Frau mit psionischen Fähigkeiten und umfassender Ausbildung als Spion und Attentäter. Außerdem ist sie die Stellvertreterin von Rebellenführer Arcturus Mengsk, der sie jedoch verrät. Dies führt dazu, dass sie von den Zerg entführt und von diesen in ein Mischwesen aus Mensch und Zerg verwandelt wird. Kerrigan entwickelt sich zur wichtigsten Kämpferin der Zerg, steht aber zuerst noch unter der Kontrolle des Overmind. Nach dessen Tod ist sie jedoch frei und wird zur neuen Anführerin der Zerg, mit deren Hilfe sie versucht, die Vorherrschaft über den Koprulu-Sektor zu erlangen.
Ihr Leben vor dem Befall durch die Zerg wird in den Romanen Uprising und Liberty's Crusade dargestellt, während Queen of Blades die Zeit nach der Infektion beschreibt. Für einen Charakter in einem Computerspiel besitzt Kerrigan eine bemerkenswerte Tiefe und Glaubwürdigkeit. Sie wurde als eine der wichtigsten weiblichen Videospiel-Figuren von Tom's Games genannt sowie in einer Umfrage von GameStop zum größten Schurken der Computerspiel-Geschichte gekürt.

## Xel'Naga
Die Xel’Naga sind zwar keine spielbare Rasse, sind aber für die weitlaufende Handlung der Geschichte sehr wichtig. Sie sind fast gottgleiche Wesen, die in der Leere zwischen den Universen leben. Sie haben sich zur Aufgabe gemacht, Leben überall in den Universen zu erschaffen und zu fördern. Sie selbst mischen sich nicht in die Angelegenheit andere Rassen ein, beobachten allerdings deren Entwicklung bis sich die zwei Rassen die Reinheit der Form und Reinheit der Essenz entwickelt haben. Diese vereinigen sich dann und werden als Xel'Naga wieder geboren. Die Protoss verehren die Xel'Naga als ihre Schöpferin. 

### Amon
Amon ist der große Schurke innerhalb des Starcraft-Universums. Er war es, der die Zerg von Zerus wegbrachte, korrumpierte und versklavte, um schließlich gegen die Xel'Naga zu hetzten. Ebenso manipulierte er die Protoss. Schließlich griffen die anderen Xel'Naga ein, und es kam zum Krieg der Götter. 
Amon wird besiegt und in die Leere verbannt, doch er bleibt aus dem Schatten heraus nicht untätig: Er manipuliert die Protoss und Zerg weiterhin und hetzt sie gegeneinander, um so materiell für seine Schöpfung die Hybriden zu erlangen. Mit diesen will Amon alles Leben im Universum auslöschen.